# 张牧野
张牧野（1978年9月25日—），笔名天下霸唱，男，沈阳人，籍贯天津，中国作家。代表作品有《鬼吹灯》系列等。

## 作品
- 《鬼吹灯第一部》
- 《鬼吹灯第二部》
- 《摸金校尉之九幽將軍》
- 《贼猫》金棺陵獸 [2]
- 《活見鬼 雨夜妖譚》
- 《死亡循环》絕對循環《門嶺怪談》
- 《無終仙境》
- 《迷航昆仑墟》阴森一夏 [3]
- 《摸金玦》
- 《我的鄰居是妖怪》
- 《天坑鷹獵》《天坑追匪》《天坑寶藏》
- 《儺神：鬼方志怪》鬼不語之仙墩鬼泣 崔老道與打神鞭
- 《崔老道捉妖之夜闖董妃墳》《崔老道傳奇三探無底洞》
- 《河神》鬼水怪談[4]
- 《火神：九河龍蛇》《火神：外道天魔》
- 《竇占龍憋寶：七杆八金剛》《竇占龍憋寶：九死十三災》
- 《谜踪之国》地底世界
- 《牧野诡事》牧野之章
- 《大耍兒》

## 被控告侵權自己作品
此事起源於網路劇鬼吹灯之牧野诡事，鬼吹灯系列共八本中並無所謂《牧野诡事》之作，而本片原型是來自作者天下霸唱在《南方都市報》的牧野專欄，專門揭秘鬼吹燈系列中觀眾感興趣的疑點，可以算是《鬼吹燈》系列的閱讀攻略或背景資料。且八本原著的電視劇改編權已經全部由玄霆公司買下之后授权騰訊，愛奇藝並無版權獲取可能，因此另闢蹊徑將此專欄為骨架，引入天下霸唱投資的公司向上影業共同製作，寫出了新劇本以胡八一等人的後代做主角展開新故事，因此不少書迷認為這並非鬼吹灯故事也沒有原著主角的魅力而是額外強行編撰的商業行為。
牧野诡事播放後因為其編劇粗糙，製作成本低，評價不佳在豆瓣獲得2.9以下的低分，兩季後故事還未進入中心主題便已停播，目前無下文。
之後玄霆公司提起訴訟控告天下霸唱侵權鬼吹燈，成為原著作者被告侵權自己作品的奇特案例，因為早在2007年1月玄霆公司就買下鬼吹燈品牌的一切權利，所以原作者已經不所有該商標和小說故事一切權利，历经一审、二审後原作者天下霸唱敗訴與愛奇藝共同承擔110萬人民幣賠償，愛奇藝另獨自承擔40萬賠償且本作品從此必須拿掉標題中的鬼吹燈。此案判例入选江苏高院发布的“2019年度知识产权保护十大典型案例”。

## 主要改编影视作品
关于改编自《鬼吹灯》系列小说的全部影视作品，请见主条目：
| 首播/首映年份 | 备注     | 作品名称                                                                            |
| ------------- | -------- | ----------------------------------------------------------------------------------- |
| 2015          | 院线电影 | 《鬼吹灯之九层妖塔》                                                                |
| 2015          | 院线电影 | 《鬼吹灯之寻龙诀》                                                                  |
| 2016          | 网络剧   | 《鬼吹灯之精绝古城》                                                                |
| 2017          | 网络剧   | 《鬼吹灯之牧野诡事》                                                                |
| 2017          | 网络剧   | 《河神》                                                                            |
| 2017          | 网络剧   | 《鬼吹灯之牧野诡事》 《鬼吹灯之黄皮子坟》                                           |
| 2018          | 院线电影 | 《鬼吹灯之雲南蟲谷》                                                                |
| 2019          | 网络剧   | 《鬼吹灯之怒晴湘西》                                                                |
| 2019          | 网络电影 | 《鬼吹灯之巫峡棺山》                                                                |
| 2020          | 网络剧   | 《河神2》 《鬼吹灯之龙岭迷窟》                                                      |
| 2020          | 网络电影 | 《鬼吹灯之龙岭迷窟》 《鬼吹灯之龙岭神宫》 《鬼吹灯之湘西密藏》 《鬼吹灯之昆仑神宫》 |
| 2021          | 网络剧   | 《鬼吹灯之云南虫谷》                                                                |
| 2021          | 网络电影 | 《鬼吹灯之黄皮子坟》                                                                |